# Tchoukball-Europameisterschaften 2014

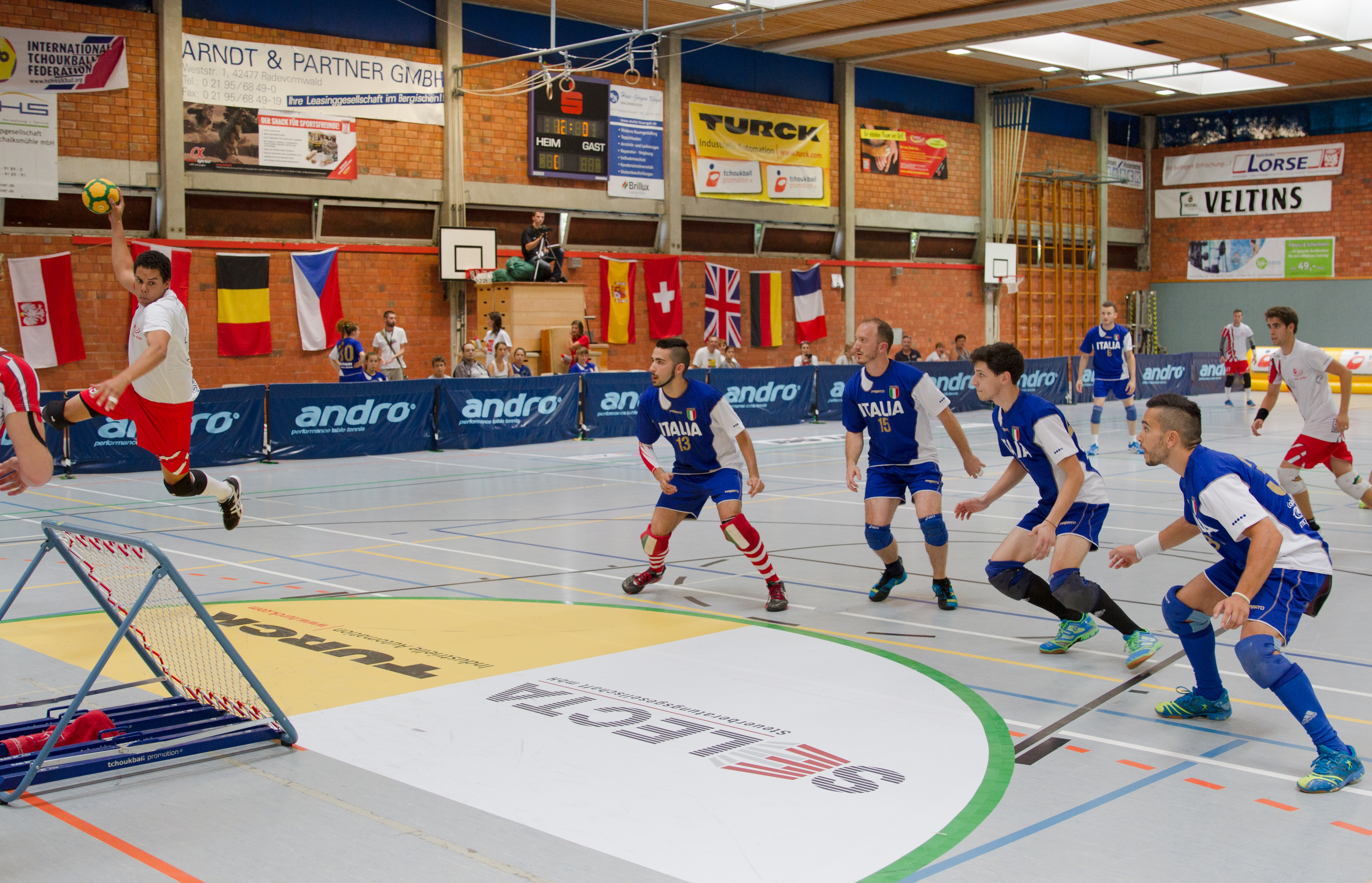
Spiel Polen–Italien EM 2014

Die Tchoukball-Europameisterschaften 2014 waren die 5. Austragung der Europameisterschaften in dieser Sportart. Sie fand vom 14. Juli bis 2. August 2014 in Radevormwald in Deutschland statt.
Es nahmen elf Männermannschaften – darunter eine zweite deutsche Mannschaft – und acht Frauenmannschaften (wobei die Spanierinnen Unterstützung durch Spielerinnen aus Belgien und Norwegen bekamen) teil.

## Männer

### Gruppenspiele

#### Gruppe A
| 30. Juli 2014 09:00 Uhr | Deutschland B | 34:48 | Frankreich |  |

| 30. Juli 2014 09:00 Uhr | Österreich | 64:36 | Polen |  |

| 30. Juli 2014 12:45 Uhr | Polen | 29:59 | Italien |  |

| 30. Juli 2014 12:45 Uhr | Tschechien | 67:31 | Deutschland B |  |

| 30. Juli 2014 12:45 Uhr | Frankreich | 29:66 | Österreich |  |

| 30. Juli 2014 16:30 Uhr | Polen | 43:51 | Tschechien |  |

| 30. Juli 2014 16:30 Uhr | Österreich | 63:23 | Deutschland B |  |

| 30. Juli 2014 16:30 Uhr | Italien | 72:31 | Frankreich |  |

| 31. Juli 2014 09:00 Uhr | Italien | 62:28 | Tschechien |  |

| 31. Juli 2014 11:30 Uhr | Frankreich | 46:50 | Polen |  |

| 31. Juli 2014 12:45 Uhr | Österreich | 68:38 | Tschechien |  |

| 31. Juli 2014 12:45 Uhr | Deutschland B | 23:65 | Italien |  |

| 31. Juli 2014 16:30 Uhr | Italien | 52:53 | Österreich |  |

| 31. Juli 2014 16:30 Uhr | Polen | 44:36 | Deutschland B |  |

| 31. Juli 2014 16:30 Uhr | Tschechien | 53:33 | Frankreich |  |

| Platz | Mannschaft    | Spiele | Siege | Remis | Niederlagen | Tore ges. | ± Tore | Matchpunkte |
| ----- | ------------- | ------ | ----- | ----- | ----------- | --------- | ------ | ----------- |
| 1.    | Österreich    | 5      | 5     | 0     | 0           | 314:178   | +136   | 15          |
| 2.    | Italien       | 5      | 4     | 0     | 1           | 310:164   | +146   | 13          |
| 3.    | Tschechien    | 5      | 3     | 0     | 2           | 237:237   | ±0     | 11          |
| 4.    | Polen         | 5      | 2     | 0     | 3           | 202:256   | −54    | 09          |
| 5.    | Frankreich    | 5      | 1     | 0     | 4           | 187:275   | −88    | 07          |
| 6.    | Deutschland B | 5      | 0     | 0     | 5           | 147:287   | −140   | 05          |

#### Gruppe B
| 30. Juli 2014 10:15 Uhr | Großbritannien | 60:31 | Spanien |  |

| 30. Juli 2014 11:30 Uhr | Deutschland | 68:39 | Belgien |  |

| 30. Juli 2014 14:00 Uhr | Spanien | 24:69 | Schweiz |  |

| 30. Juli 2014 15:15 Uhr | Belgien | 39:63 | Großbritannien |  |

| 30. Juli 2014 17:45 Uhr | Schweiz | 52:50 | Deutschland |  |

| 31. Juli 2014 10:15 Uhr | Belgien | 52:37 | Spanien |  |

| 31. Juli 2014 11:30 Uhr | Großbritannien | 41:57 | Schweiz |  |

| 31. Juli 2014 14:00 Uhr | Spanien | 22:77 | Deutschland |  |

| 31. Juli 2014 15:15 Uhr | Schweiz | 67:35 | Belgien |  |

| 31. Juli 2014 17:45 Uhr | Deutschland | 60:45 | Großbritannien |  |

| Platz | Mannschaft             | Spiele | Siege | Remis | Niederlagen | Tore ges. | ± Tore | Matchpunkte |
| ----- | ---------------------- | ------ | ----- | ----- | ----------- | --------- | ------ | ----------- |
| 1.    | Schweiz                | 4      | 4     | 0     | 0           | 245:150   | +095   | 12          |
| 2.    | Deutschland            | 4      | 3     | 0     | 1           | 255:158   | +097   | 10          |
| 3.    | Vereinigtes Königreich | 4      | 2     | 0     | 2           | 209:187   | +022   | 08          |
| 4.    | Belgien                | 4      | 1     | 0     | 3           | 165:235   | −070   | 06          |
| 5.    | Spanien                | 4      | 0     | 0     | 4           | 114:258   | −144   | 04          |

### Platzierungsspiele

#### Plätze 9–11
| 1. August 2014 11:30 Uhr | Frankreich | 51:32 | Deutschland B |  |

| 1. August 2014 15:15 Uhr | Deutschland B | 43:47 | Spanien |  |

| 2. August 2014 11:30 Uhr | Frankreich | 41:24 | Spanien |  |

| Platz | Mannschaft    | Siege | Remis | Niederlagen | Tore ges. | ± Tore | Matchpunkte |
| ----- | ------------- | ----- | ----- | ----------- | --------- | ------ | ----------- |
| 09.   | Frankreich    | 2     | 0     | 0           | 92:55     | +37    | 6           |
| 10.   | Spanien       | 1     | 0     | 1           | 71:84     | −13    | 4           |
| 11.   | Deutschland B | 0     | 0     | 2           | 75:98     | 23     | 2           |

#### Plätze 5–8
Es spielten die Mannschaften, die in der Hauptrunde in den beiden Gruppen die Plätze 3 und 4 belegten. Das Spielergebnis gegen die Mannschaft aus der eigenen Gruppe wurde mitgenommen und floss in die Wertung der Platzierungsrunde ein.
| 1. August 2014 11:30 Uhr | Großbritannien | 49:38 | Polen |  |

| 1. August 2014 12:45 Uhr | Tschechien | 64:43 | Belgien |  |

| 2. August 2014 11:30 Uhr | Großbritannien | 47:48 | Tschechien |  |

| 2. August 2014 12:45 Uhr | Polen | 50:49 | Belgien |  |

| Platz | Mannschaft     | Spiele | Siege | Remis | Niederlagen | Tore ges. | ± Tore | Matchpunkte |
| ----- | -------------- | ------ | ----- | ----- | ----------- | --------- | ------ | ----------- |
| 05.   | Tschechien     | 3      | 3     | 0     | 0           | 163:133   | +30    | 9           |
| 06.   | Großbritannien | 3      | 2     | 0     | 1           | 159:125   | +34    | 7           |
| 07.   | Polen          | 3      | 1     | 0     | 2           | 131:149   | −18    | 5           |
| 08.   | Belgien        | 3      | 0     | 0     | 3           | 131:177   | −46    | 3           |

### Finalrunde
In der Finalrunde spielten die Mannschaften, die in der Hauptrunde in den beiden Gruppen die Plätze 1 und 2 belegten. Es fanden Überkreuzvergleiche statt, so dass jeweils der Erste gegen den Zweiten spielte. Die Sieger zogen ins Finale ein.

#### Spiele um den Finaleinzug
| 1. August 2014 15:15 Uhr | Schweiz | 43:48 | Italien |  |

| 1. August 2014 16:30 Uhr | Österreich | 51:39 | Deutschland |  |

#### Spiel um Platz 3
| 2. August 2014 14:00 Uhr | Schweiz | 66:46 | Deutschland |  |

#### Finale
| 2. August 2014 16:30 Uhr | Italien | 43:52 | Österreich |  |

### Abschlusstabelle
| Platz          | Mannschaft                       |
| -------------- | -------------------------------- |
| Goldmedaille   | Österreich                       |
| Silbermedaille | Italien                          |
| Bronzemedaille | Schweiz                          |
| 04.            | Deutschland                      |
| 05.            | Tschechien                       |
| 06.            | Großbritannien                   |
| 07.            | Polen                            |
| 08.            | Belgien                          |
| 09.            | Frankreich                       |
| 10.            | Spanien                          |
| 11.            | Deutschland B (außer Konkurrenz) |

## Frauen

### Gruppenspiele
| 30. Juli 2014 09:00 Uhr | Italien | 71:19 | Spanien |  |

| 30. Juli 2014 10:15 Uhr | Deutschland | 55:22 | Frankreich |  |

| 30. Juli 2014 10:15 Uhr | Tschechien | 52:44 | Österreich |  |

| 30. Juli 2014 11:30 Uhr | Schweiz | 57:38 | Großbritannien |  |

| 30. Juli 2014 14:00 Uhr | Tschechien | 41:53 | Italien |  |

| 30. Juli 2014 15:15 Uhr | Österreich | 41:47 | Deutschland |  |

| 30. Juli 2014 15:15 Uhr | Frankreich | 16:64 | Schweiz |  |

| 30. Juli 2014 17:45 Uhr | Großbritannien | 40:44 | Italien |  |

| 30. Juli 2014 17:45 Uhr | Spanien | 30:55 | Tschechien |  |

| 31. Juli 2014 09:00 Uhr | Spanien | 29:50 | Österreich |  |

| 31. Juli 2014 09:00 Uhr | Schweiz | 64:28 | Deutschland |  |

| 31. Juli 2014 10:15 Uhr | Großbritannien | 50:40 | Tschechien |  |

| 31. Juli 2014 10:15 Uhr | Italien | 70:16 | Frankreich |  |

| 31. Juli 2014 14:00 Uhr | Österreich | 28:77 | Schweiz |  |

| 31. Juli 2014 15:15 Uhr | Deutschland | 44:45 | Großbritannien |  |

| 31. Juli 2014 15:15 Uhr | Frankreich | 21:57 | Tschechien |  |

| 31. Juli 2014 17:45 Uhr | Österreich | 29:59 | Italien |  |

| 31. Juli 2014 15:15 Uhr | Spanien | 25:68 | Schweiz |  |

| 1. August 2014 9:00 Uhr | Österreich | 23:46 | Großbritannien |  |

| 1. August 2014 9:00 Uhr | Spanien | 33:31 | Frankreich |  |

| 1. August 2014 10:15 Uhr | Italien | 54:35 | Deutschland |  |

| 1. August 2014 10:15 Uhr | Tschechien | 31:58 | Schweiz |  |

| 1. August 2014 12:45 Uhr | Frankreich | 22:54 | Großbritannien |  |

| 1. August 2014 14:00 Uhr | Schweiz | 43:42 | Italien |  |

| 1. August 2014 14:00 Uhr | Deutschland | 72:23 | Spanien |  |

| 1. August 2014 16:30 Uhr | Frankreich | 25:39 | Österreich |  |

| 1. August 2014 17:45 Uhr | Deutschland | 53:34 | Tschechien |  |

| 1. August 2014 17:45 Uhr | Großbritannien | 60:26 | Spanien |  |

| Platz | Mannschaft     | Spiele | Siege | Remis | Niederlagen | Tore ges. | ± Tore | Matchpunkte |
| ----- | -------------- | ------ | ----- | ----- | ----------- | --------- | ------ | ----------- |
| 1.    | Schweiz        | 7      | 7     | 0     | 0           | 431:208   | +223   | 21          |
| 2.    | Italien        | 7      | 6     | 0     | 1           | 393:223   | +170   | 19          |
| 3.    | Großbritannien | 7      | 5     | 0     | 2           | 333:256   | +077   | 17          |
| 4.    | Deutschland    | 7      | 4     | 0     | 3           | 334:283   | +051   | 15          |
| 5.    | Tschechien     | 7      | 3     | 0     | 4           | 310:309   | +001   | 13          |
| 6.    | Österreich     | 7      | 2     | 0     | 5           | 254:335   | −081   | 11          |
| 7.    | Spanien        | 7      | 1     | 0     | 6           | 185:407   | −222   | 09          |
| 8.    | Frankreich     | 7      | 0     | 0     | 7           | 153:372   | −219   | 07          |

### Platzierungsspiele

#### Spiel um Platz 5
| 2. August 2014 10:15 Uhr | Tschechien | 33:43 | Österreich |  |

#### Spiel um Platz 7
| 2. August 2014 10:15 Uhr | Spanien | 38:32 | Frankreich |  |

### Finalrunde
In der Finalrunde spielten die Mannschaften, die in der Hauptrunde in den beiden Gruppen die Plätze 1 und 2 belegten. Es fanden Überkreuzvergleiche statt, so dass jeweils der Erste gegen den Zweiten spielte. Die Sieger zogen ins Finale ein.

#### Spiele um den Finaleinzug
| 2. August 2014 09:00 Uhr | Italien | 38:37 | Großbritannien |  |

| 2. August 2014 09:00 Uhr | Schweiz | 51:29 | Deutschland |  |

#### Spiel um Platz 3
| 2. August 2014 12:45 Uhr | Großbritannien | 42:37 | Deutschland |  |

#### Finale
| 2. August 2014 15:15 Uhr | Italien | 30:38 | Schweiz |  |

### Abschlusstabelle
| Platz          | Mannschaft     |
| -------------- | -------------- |
| Goldmedaille   | Schweiz        |
| Silbermedaille | Italien        |
| Bronzemedaille | Großbritannien |
| 4.             | Deutschland    |
| 5.             | Österreich     |
| 6.             | Tschechien     |
| 7.             | Spanien        |
| 8.             | Frankreich     |